# Paul Marcinkus
Paul Casimir Marcinkus (Cicero (Illinois), 15 januari 1922 – Sun City (Arizona), 21 februari 2006) was een Amerikaanse aartsbisschop en bankier.

## Levensloop
De ouders van Marcinkus waren immigranten uit Litouwen. In 1947 werd hij in Chicago tot priester gewijd. In 1952 kreeg hij een functie bij het Vaticaan en in 1969 werd hij tot titulair bisschop van Horta gewijd. In de jaren zestig fungeerde hij vanwege zijn rijzige en gespierde gestalte als een soort onofficiële lijfwacht van paus Paulus VI, waaraan hij de bijnaam De Gorilla ontleende.
Marcinkus leidde van 1971 tot 1989 de Vaticaanse Bank. In 1981 werd hij bevorderd tot titulair aartsbisschop. Door deze positie en omdat hij een vertrouweling was van paus Paulus VI en nadien van paus Johannes-Paulus II, gold hij als een van de machtigste personen binnen het Vaticaan. In 1989 moest hij zijn ambt neerleggen vanwege een financieel schandaal dat zich bij de bank had voorgedaan. Marcinkus sprak de beschuldigingen tegen. Daar hij dankzij het Vaticaan onschendbaarheid genoot kon de Italiaanse justitie hem niet arresteren. Na dit schandaal bleef hij eerst verschillende jaren ondergedoken binnen het Vaticaan en vertrok vervolgens naar de Verenigde Staten. Hij werd werkzaam als kapelaan in het Amerikaanse bisdom van Phoenix, maar nam weldra ontslag om zich terug te trekken in een 'resort' voor welstellende bejaarden.
Ondanks zijn belangrijke functies binnen het Vaticaan en zijn nauwe banden met paus Johannes-Paulus II, werd Marcinkus nooit kardinaal. Toen vanaf 1989 zijn naam werd genoemd in verschillende schandalen, werd dit trouwens onmogelijk.